# Carcelia vicinalis
Carcelia vicinalis là một loài ruồi trong họ Tachinidae.